# Farsø (plaats)
Farsø is een plaats met 3216 inwoners (2006) in de Deense gemeente Vesthimmerland.
In het dorp bevinden zich een museum dat gewijd is aan de schrijver Johannes Vilhelm Jensen, de Nobelprijswinnaar die hier geboren werd, en een romaanse kerk. Deze dateert uit circa 1180 en is opgetrokken uit granietblokken. Oorspronkelijk was hij gewijd aan Onze-Lieve-Vrouwe. De parochie maakt deel uit van de proosdij Vesthimmerland van het lutherse bisdom Viborg.

## Voormalige gemeente
Tot 2006 was Farsø een afzonderlijke gemeente met een oppervlakte van 201,32 km² en 7991 inwoners, waarvan 4049 mannen en 3942 vrouwen (cijfers 2005).

## Verkeer
Farsø wordt doorsneden door weg 187.

## Geboren
- Johannes Vilhelm Jensen (1873-1950), schrijver en Nobelprijswinnaar (1944)
- Per Krøldrup (1979), voetballer
- Sara Thrige (1996), voetbalster

- Virtual International Authority File: 147417798
- WorldCat: E39PBJmHM3G9b3jCmJt4VTy68C